# 咀嚼
咀嚼（、英: Chewing, Mastication）は摂取した食物を歯で咬み粉砕することである。
咀嚼時に食物と唾液とが混じり合う。これにより消化を助け、栄養を摂ることができる。「噛む」などとも表現される。また、「食物の咀嚼」とは別に比喩的に「物事や言葉の意味をよく整理して理解すること」という意味でも使われる。

## 役割
咀嚼は単に食物を粉砕し、唾液と混ぜ、嚥下しやすくするのみでなく、口腔内を刺激することにより各臓器の消化液の分泌を促進し、口腔内の自浄を行い、また、食物と共に口腔内に進入した異物の除去などの役割がある。また、脳内の血液量の増加、覚醒効果やリラックス効果、噛むことは歯を丈夫にするだけでなく、肥満、ぼけ、視力低下、姿勢悪化、虫歯、ガンなどを予防し、内臓の働きを助け、大脳の働きを活発にし、精神を安定させ、ダイエット効果もある。ただし、異常な圧力や不正咬合の状態で咀嚼することによって歯周病や咬耗症、顎関節症となることもしばしばある。そのため、噛み合わせの異常な状態では、むしろ咀嚼が体に害を及ぼすことが分かっている。

## 咀嚼系
咀嚼に関わるシステムを咀嚼系（咀嚼器官）という。咀嚼のみならず発音や嚥下にも関わる。咀嚼系に含まれる組織は以下の通りである。
- 顎骨
  - 上顎骨
  - 下顎骨
- 顎関節
- 歯
- 歯周組織
- 舌
- 閉口筋
  - 咬筋
  - 側頭筋
  - 内側翼突筋
  - 外側翼突筋（上頭）
- 開口筋
  - 外側翼突筋（下頭）
  - 顎舌骨筋
  - オトガイ舌骨筋
  - 顎二腹筋
- 上記各組織の神経系

これら各組織の受容体からのフィードバックにより、咀嚼運動は行われている。

## 生物一般
噛むとは、対を成している、固くて可動の顎の間に何かを強く挟む動作を指す。そのような顎を持っているのは、脊椎動物の大部分のほか、節足動物の大部分、軟体動物の頭足類、環形動物の多毛類、その他に見られる。脊椎動物では顎の骨が関節を持って上下に動くことで、消化管の入り口を開き、口腔として使うところに特徴がある。それ以外のものでは、顎は左右から挟み、食い千切るための仕組みである場合が多い。

### 脊椎動物
脊椎動物では、無顎類以外のものは顎を持ち、上下に開くことができる。鳥類以外では、顎には歯が並び、これによって餌を保持し、噛み潰し、食い千切るなどのために使用する。しかし、歯を使って餌を切り取り、磨り潰すなどのことができるのは、哺乳類に限られる。
- 哺乳類では、歯に切り裂く歯（犬歯）と磨り潰す歯（臼歯）の分化が生じており（異歯性）、顎の関節もそれを効果的に使えるよう、前後左右の動きが確保されている。
- 爬虫類など、それ以外のものでは、顎と歯は餌を確保するか、噛み潰すか、せいぜい切り裂くことができるのみであり、食い千切るには体の動きを利用する必要がある。例えばワニが餌に噛み付くと、体を回転させ、それによって獲物から肉片を食い千切ろうとする。ヘビの場合、下顎が左右独立して動き、大きな獲物も丸呑みにするために動かせるようになっている。その代わり、歯は細くて獲物に引っ掛かるだけで、切ったり削ったりはできない。
- 鳥類では歯が無くなって顎はクチバシになり、食い千切るか、さもなければ丸呑みにする。
- 現生の魚類の場合、噛むための顎を前に突き出して吸い込む仕組みに変え、そのため、噛むことはできないものがある。種によってはそれに代わって、喉の部分に咽頭歯と呼ばれる構造ができて、これによって固いものを噛み潰すことができる。

### 節足動物
節足動物では、分類群によって異なるが、消化管の入り口のすぐ後ろに一対か二対の左右に並ぶハサミのようになった構造があり、これを顎と呼んでいる。顎は消化管の入り口を広げるものではなく、したがって噛むのは顎で挟むだけで、それによって食い千切ったり磨り潰したりしたかけらを消化管に送り込む。噛む仕組みについては、軟体動物、環形動物もほぼ同じである。クモ類やアリジゴクなどでは、噛むことで顎を突き刺して、そこから消化液を注入し、消化したものを吸い取る。